# Truppenübungsplatz Hradiště
Der Truppenübungsplatz Hradiště (tschechisch Vojenský Výcvikový Prostor Hradiště, auch Vojenský újezd Hradiště) ist ein besonderes, direkt dem Staat zugehöriges Gebiet in Tschechien. Der Truppenübungsplatz liegt im Okres Karlovy Vary zwischen Karlovy Vary und Bochov im Duppauer Gebirge. Der Name leitet sich von dessen höchstem Berg, der 933 m hohen Hradiště, her. Mit einer Fläche von ursprünglich 331,61 km² ist er der größte Truppenübungsplatz in Tschechien. Sitz des Truppenübungsplatzes Hradiště ist Karlovy Vary.

## Geschichte
Er wurde auf der Grundlage des Gesetzes Nr. 169 über Truppenübungsplätze aus dem Jahre 1949 für die Tschechoslowakische Armee angelegt. Seine Grenzen wurden durch den Beschluss des Krajský národní výbor (KNV, deutsch Kreisnationalausschuss) Karlovy Vary vom 27. August 1953 auf der Grundlage des Regierungserlasses der ČSR 161-4-9/6 vom 20. August 1950 festgelegt. Der größte Teil des Geländes gehörte zu dieser Zeit zum Okres Kadaň. Die Absiedlung des von 2745 Personen in 1755 Häusern (Stand 1950) bewohnten Areals erfolgte in zwei Phasen 1953 und 1955. Im Jahre 1930 hatten auf dem Gebiet noch 11338 Menschen (2155 Häuser) gelebt.
Abgesiedelt wurden die Stadt Doupov (Duppau) sowie die Dörfer Albeřice (Alberitz), Bražec (Bergles), Březina (Pirk), Bukovina (Buckwa), Činov (Schönau), Dlouhá (Langgrün), Dlouhý Luh (Langenau), Dolní Lomnice (Unter Lomitz), Dolní Valov (Unter Wohlau), Donín (Dohnau), Doupovské Mezilesí (Olitzhaus), Dubčany (Dübschan), Emanuelův Dvůr (Emanuelshof), Heřmanov (Hermersdorf), Hluboká (Tiefenbach), Holetice (Holetitz), Hora (Horn), Horní Lomnice (Ober Lomitz), Horní Valov (Ober Wohlau), Hradiště (Höfen), Hřivínov (Mokowitz), Hrzín (Grün), Humnice (Humitz), Hůrka (Horkau), Javorná (Ohorn), Jeseň (Gässing), Jindřichov (Heinersdorf), Jírov (Jurau), Konice (Kunitz), Kopáčov (Kopitschau), Korunní (Krondorf), Kostelní Hůrka (Am Berge), Kozlov (Koslau), Lipoltov (Lappersdorf), Litoltov (Liesen), Lochotín (Lochotin), Lučiny (Hartmannsgrün), Malá Lesná (Klein Spinnelsdorf), Maleš (Mohlischen), Malý Hlavákov (Klein Lubigau), Martinov (Merzdorf), Mělník (Melk), Mětikalov (Meckl), Mlýnská (Mühldorf), Obrovice (Wobern), Oleška (Olleschau), Olšenice (Oelschnitz), Ostré (Westrum), Pastviny (Ranzengrün), Pastviny (Weiden), Petrov (Petersdorf), Prachomety (Promuth), Radnice (Redenitz), Radošov (Reschwitz), Ratiboř (Rodbern), Řednice (Rednitz), Růžová (Rosengarten), Sedlec (Zettlitz), Seník (Heuschupfen), Stará Ves (Altdorf), Svatobor (Zwetbau), Telcov (Töltsch), Těš (Tösch), Tis u Luk (Tiß bei Luck), Tocov (Totzau), Třídomí (Dreihäuser), Trmová (Dürmaul), Tunkov (Tunkau), Tureč (Turtsch), Velká Lesná (Groß Spinnelsdorf), Víska (Dörfles), Záhoří (Serles), Zakšov (Sachsengrün), Žďár (Saar), Žebletín (Sebeltitz) und Zvoníčkov (Männelsdorf).
1961 hatten auf dem Truppenübungsplatz 601 Personen (130 Häuser) ihren ständigen Wohnsitz, 1970 waren es 914 (132 Häuser) und 1991 616 (115 Häuser). Seit dem Zensus von 2001 ist niemand mehr dort wohnhaft.
Nach dem Gesetz Nr. 222 über die Sicherung der Verteidigungsbereitschaft aus dem Jahre 1999 wurde sein Fortbestand als Teil des tschechischen Staates zur Ausbildung der Streitkräfte fixiert. Seit dem Beitritt Tschechiens zur NATO wird er auch für gemeinsame Übungen verbündeter Armeen genutzt. Nach den Ausschreitungen bei der CzechTek 2005 fand das Festival am 27. bis 30. Juli 2006 legal auf dem Gelände des Truppenübungsplatzes statt.
Am 1. Januar 2015 wurde der Truppenübungsplatz Hradiště verkleinert. Aus den Katastern Bražec u Doupova und Bražec u Těšetic wurde die Gemeinde Bražec gebildet. Aus dem Kataster Doupovské Hradiště entstand die Gemeinde Doupovské Hradiště. Außerdem wurden folgende Katastralbezirke ausgegliedert:
- Albeřice u Hradiště zur Gemeinde Verušičky,
- Kyselka u Hradiště zur Gemeinde Kyselka,
- Okounov u Hradiště zur Gemeinde Okounov,
- Podbořanský Rohozec u Hradiště I und Podbořanský Rohozec u Hradiště II zur Gemeinde Podbořanský Rohozec,
- Radonice u Hradiště zur Gemeinde Radonice,
- Stráž u Hradiště I und Stráž u Hradiště II zur Gemeinde Stráž nad Ohří,
- Valeč u Hradiště zur Gemeinde Valeč
- Vojkovice u Hradiště I und Vojkovice u Hradiště II zur Gemeinde Vojkovice.

Die ursprünglichen Pläne sahen die Bildung einer Gemeinde Lučiny mit den Ortsteilen Dolní Lomnice, Svatobor und Činov vor. Bražec sollte zum Ortsteil von Stružná und Bukovina zum Ortsteil von Podbořanský Rohozec werden. Korunní Kyselka sollte an Stráž nad Ohří angeschlossen werden.

## Gliederung
Das Gebiet des Truppenübungsplatzes wird durch die Grenzen der Katastralbezirke Bražec u Hradiště (5997 ha), Doupov u Hradiště (6709 ha), Radošov u Hradiště (4462 ha), Tureč u Hradiště (3493 ha) und Ždár u Hradiště (7419 ha) bestimmt.
Für den Truppenübungsplatz Hradiště sind keine Ortsteile ausgewiesen. Grundsiedlungseinheiten sind Doupov, Korunní, Mětikalov, Radošov, Tureč und Žďár.